# 푸른 계절의 열기
"푸른 계절의 열기"는 1987년에 개봉한 대한민국의 영화이다.

## 캐스팅
- 이대근
- 고두심
- 오혜림
- 이해룡
- 나기수
- 남포동
- 박동룡
- 권혁진
- 박용팔
- 오영화
- 김수경
- 이정경
- 김신명
- 최은미
- 김지민
- 김민석
- 조만영
- 이주호
- 허무학
- 강세웅
- 변은진
- 방지환
- 김진 (우정출연)